# Jordi Mollà

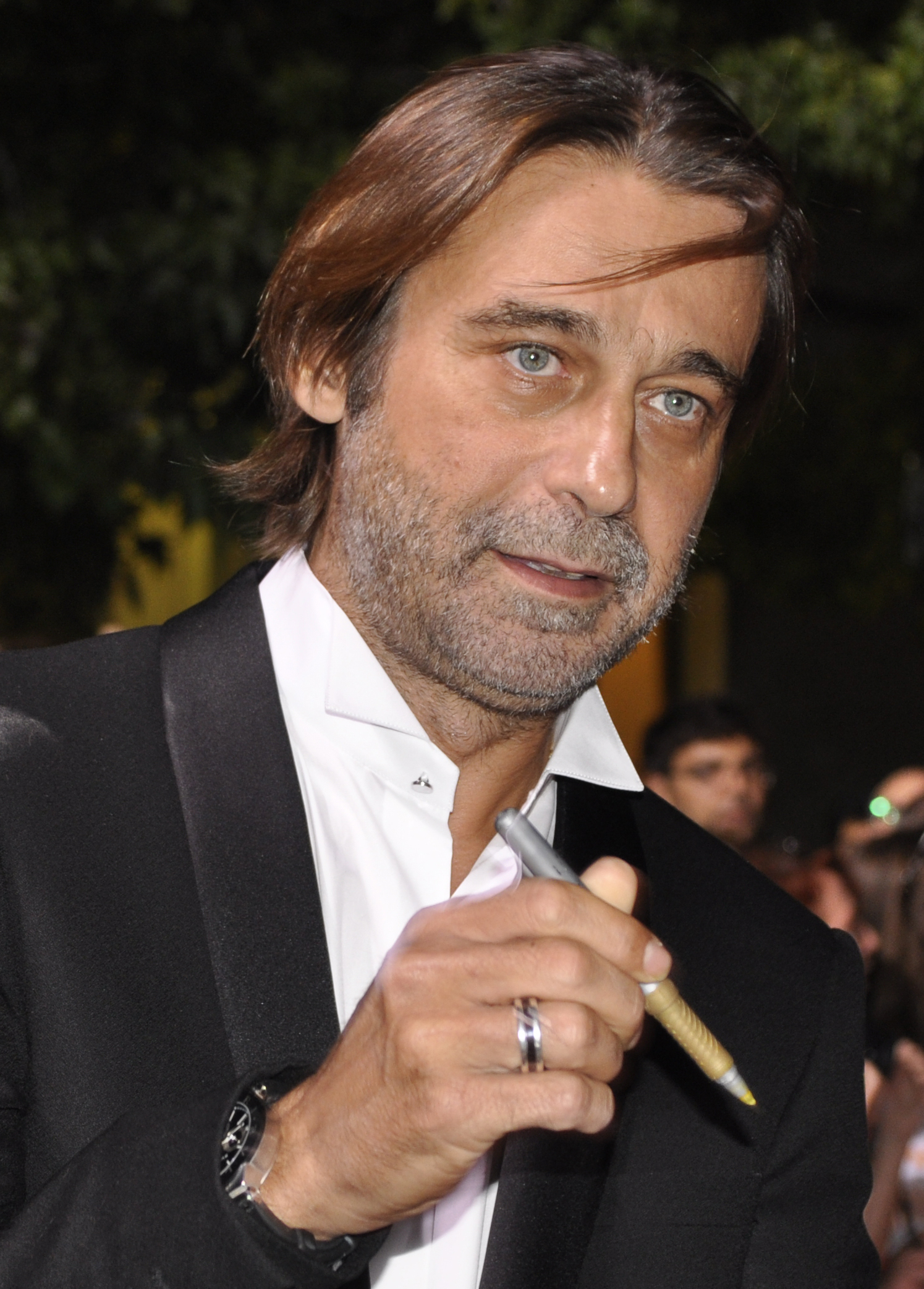
Jordi Mollà bei der Premiere des Films Sieben Minuten nach Mitternacht

Jordi Mollà i Perales (* 1. Juli 1968 in L’Hospitalet de Llobregat, Katalonien) ist ein spanischer Schauspieler und Regisseur.

## Leben
Jordi Mollà studierte Schauspiel am Institut del Teatre in Barcelona. Nach Engagements am Teatre Lliure in Barcelona und verschiedenen Fernsehrollen ist er seit seiner Hauptrolle in dem auch international erfolgreichen Jamon Jamon (1992) vor allem im Film tätig. Neben mehreren weiteren Arbeiten mit Bigas Luna ist er seit 2000 auch zunehmend in amerikanischen Produktionen zu sehen, so im Jahr 2001 als Diego Delgado in Blow, 2003 als charismatischer Drogenboss Johnny Tapia in Bad Boys II und 2007 als fanatischer König Philipp II. von Spanien in Elizabeth – Das goldene Königreich. 2008 war er als Capitano Mario Vargas in Che – Guerrilla, dem zweiten Teil von Steven Soderberghs Che-Guevara-Biopic, zu sehen.
Für seine Darstellungen wurde er einmal als bester Nebendarsteller (1997 für La celestina) und dreimal als bester Hauptdarsteller (1998 für La buena estrella, 2000 für Segunda piel und 2010 für El cónsul de Sodoma) für den Goya, den wichtigsten spanischen Filmpreis, nominiert.
Auch als Regisseur ist Mollà tätig: Nach den beiden Kurzfilmen Walter Peralta (1992) und No me importaría irme contigo (1994) führte er 2002 bei seinem ersten Spielfilm No somos nadie Regie. 2007 folgte sein zweiter Spielfilm Cinemart.
Außerdem veröffentlichte Mollà zwei Bücher (Las primeras veces und Agua estancada) und bestritt mehrere Ausstellungen mit seinen Gemälden und Plastiken.
2018 wurde er in die Academy of Motion Picture Arts and Sciences berufen, die jährlich die Oscars vergibt.

## Filmografie (Auswahl)
- 1988: Potser no sigui massa tard (Kurzfilm) – Regie: Txerra Cirbián
- 1992: Jamon Jamon (Jamón, jamón) – Regie: Bigas Luna
- 1992: Revolver (Fernsehfilm) – Regie: Gary Nelson
- 1992: Trennung mit Hindernissen (Shooting Elizabeth) – Regie: Baz Taylor
- 1993: Historias de la puta mili – Regie: Manuel Esteban
- 1994: Mein Seelenbruder (Mi hermano del alma) – Regie: Mariano Barroso
- 1994: Alegre ma non troppo – Regie: Fernando Colomo
- 1994: Todo es mentira – Regie: Álvaro Fernández Armero
- 1994: Le fusil de bois – Regie: Pierre Delerive
- 1994: Treffpunkt Kronen-Bar (Historias del Kronen) – Regie: Montxo Armendáriz
- 1995: Los hombres siempre mienten – Regie: Antonio del Real
- 1995: Mein blühendes Geheimnis (La flor de mi secreto) – Regie: Pedro Almodóvar
- 1996: La Celestina – Regie: Gerardo Vera
- 1996: La cible – Regie: Pierre Courrège
- 1997: Perdona bonita, pero Lucas me quería a mí – Regie: Dunia Ayaso und Félix Sabroso
- 1997: La buena estrella – Regie: Ricardo Franco
- 1998: Los años bárbaros – Regie: Fernando Colomo
- 1998: El pianista – Regie: Mario Gas
- 1998: Django – Ein Dollar für den Tod (Dollar for the Dead) (Fernsehfilm) – Regie: Gene Quintano
- 1999: Volavérunt – Regie: Bigas Luna
- 1999: Bruderschaft des Todes (Nadie conoce a nadie) – Regie: Mateo Gil
- 2000: Segunda Piel – Regie: Gerardo Vera
- 2001: Blow – Regie: Ted Demme
- 2001: Son de Mar – Nicht ohne dich (Son de mar) – Regie: Bigas Luna
- 2002: No somos nadie – Regie: Jordi Mollà
- 2003: The Tulse Luper Suitcases, Part 1: The Moab Story – Regie: Peter Greenaway
- 2003: Bad Boys II – Regie: Michael Bay
- 2004: The Tulse Luper Suitcases, Part 2: Vaux to the Sea – Regie: Peter Greenaway
- 2004: The Tulse Luper Suitcases, Part 3: From Sark to the Finish – Regie: Peter Greenaway
- 2004: Alamo – Der Traum, das Schicksal, die Legende (The Alamo) – Regie: John Lee Hancock
- 2005: Ausentes – Regie: Daniel Calparsoro
- 2006: Antonio guerriero di Dio – Regie: Antonello Belluco
- 2006: The Stone Merchant (Il mercante di pietre) – Regie: Renzo Martinelli
- 2006: GAL – Regie: Miguel Courtois
- 2007: Desperados: Ein todsicherer Deal (Sultanes del Sur) – Regie: Alejandro Lozano
- 2007: Cinemart – Regie: Jordi Mollà
- 2007: Elizabeth – Das goldene Königreich (Elizabeth: The Golden Age) – Regie: Shekhar Kapur
- 2008: Che – Guerrilla – Regie: Steven Soderbergh
- 2008: Inconceivable – Regie: Mary McGuckian
- 2008: La conjura de El Escorial – Regie: Antonio del Real
- 2009: El cónsul de Sodoma – Regie: Sigfrid Monleón
- 2010: Knight and Day – Regie: James Mangold
- 2010: Zenitram – Regie: Luis Barone
- 2010: Bunraku – Regie: Guy Moshe
- 2010: Run for Her Life – Regie: Baltasar Kormákur
- 2011: There Be Dragons – Regie: Roland Joffé
- 2011: Colombiana – Regie: Olivier Megaton
- 2012: Ein Freitag in Barcelona (Una pistola en cada mano) – Regie: Cesc Gay
- 2013: Riddick – Regie: David Twohy
- 2015: Im Herzen der See (In the Heart of the Sea) – Regie: Ron Howard
- 2016: Term Life – Regie: Peter Billingsley
- 2016: Das Jerico Projekt (Criminal) – Regie: Ariel Vromen
- 2016: Sieben Minuten nach Mitternacht (A Monster Calls) – Regie: Juan Antonio Bayona
- 2017: The Music of Silence (La musica del silenzio)
- 2018: The Man Who Killed Don Quixote – Regie: Terry Gilliam
- 2018: Speed Kills – Regie: Jodi Scurfield
- 2019: Tom Clancy’s Jack Ryan (Fernsehserie, 8 Folgen)
- 2023: Aggro Dr1ft – Regie: Harmony Korine
- 2025: Morgen kommt ein neuer Himmel (The Life List)
- 2025: MobLand – Familie bis aufs Blut (Fernsehserie, 2 Folgen)

## Bibliografie
- Las Primeras Veces. Libros del Alma, Madrid 1997, ISBN 84-922481-2-2 (auf Katalanisch: Les Primeres Vegades. Empúries, Barcelona 1999, ISBN 84-7596-655-1)
- Agua Estancada. Muchnik, Barcelona 2000, ISBN 84-7669-391-5